# Теория социального проникновения
Теория социального проникновения — теория, которая развивает тематику взаимного поведения при контакте двух людей, чьи отношения находятся в процессе развития. Причём данное поведение может зависеть как от невербального обмена информацией, так и от межличностного восприятия. Поведение находится в прямой зависимости от различных уровней близости, возникающих во время отношений.

## История появления понятия
Теория социального проникновения предполагает, что в ходе развития отношений степень взаимодействия углубляется со временем. Теория впервые была сформулирована психологами Ирвином Олтменом и Дэлмасом Тейлором в 1973, с целью изучения развития отношений между людьми. Олтмен и Тейлор отмечают, что отношения включают разные уровни близости обмена или степени социального проникновения. Социальная теория проникновения известна как объективная теория, которая базируется на данных, полученных непосредственно из экспериментов, а не из заключений на основе жизненного опыта людей.
Феномен социального проникновения, характеризует экстенсивность (широту) и интенсивность (глубину) развития межличностных отношений. Как подчеркивают сами авторы, они ввели термин «социальное проникновение», чтобы объяснить внешне наблюдаемые проявления межличностных взаимодействий и сопровождающие их внутренние субъективные процессы. Одна из типичных разновидностей социального проникновения — личностное взаимораскрытие партнеров по общению. Согласно теории, развитие отношений подчинено определённому алгоритму и может быть предсказуемым, от поверхностных слоев к более глубоким. Также главным способом перевести отношения на новый уровень является самораскрытие.
Социальная теория проникновения основывается на четырёх основных предположениях.
Предположения:
1. Отношения прогрессируют от неблизкого до близкого. Развитие отношений начинается с поверхностного общения, постепенно переходя на более глубокие уровни. Например, на первом свидании люди склонны представлять о себе более поверхностную информацию, говоря о хобби. В то время как отношения прогрессируют, более широкий круг тем включается в переговоры, вплоть до политических обсуждений.
2. Развитие вообще систематично и предсказуемо. Межличностные отношения развиваются, как правило, систематически и предсказуемо. Несмотря на то, что невозможно предвидеть точный путь развития, определённая траектория все же есть.
3. Относительное развитие включает процесс отделения и распад. Процесс развития отношений может привести к de-проникновению и роспуску. К примеру, после ссор и противостояния пара, которая решила жениться, в конечном счёте разрывает отношения.
4. Самораскрытие в ядре развития отношений. Самораскрытие — ключ, чтобы упростить разработку отношения. Самораскрытие означает раскрывать и делиться персональной информацией с другими. Это позволяет людям узнавать друг друга и играет важную роль в определении, как далеко отношения могут пойти.

## Луковая метафора
Социальное проникновение, возможно, известно прежде всего своей «луковой аналогией», поэтому это иногда называют «луковой теорией» индивидуальности. Индивидуальность представляет собой многослойную луковицу, у которой общественная маска — это внешний слой, а глубинные мысли — ядро луковицы. В ходе развития отношений, пока близость возрастает, слои индивидуальности начинают разворачиваться, постепенно показывая ядро человека. Три основных фактора влияют на саморазоблачение и начинают процесс луковой теории.

## Самораскрытие
Теория самораскрытия — раскрытие своей личной информации другому человеку. Раскрытие может включать информацию о страхах а также идеи личного опыта и отношений, чувств и ценностей, прошлый жизненный опыт и факты из биографии, и даже будущие надежды, мечты, стремления и цели. При таком обмене информации, как правило, идет тщательный отбор тех, с кем данной информацией предстоит делиться.
Стадии самораскрытия:
Прослеживая динамику социального проникновения, И. Олтмен и Д. Тейлор выделяют ряд условных этапов, через которые проходят в своем развитии по мере интенсификации и расширения актов обмена межличностные отношения, а именно — стадии:
- ориентации — отношения носят характер ограниченных, поверхностных (в основном поведенческих) контактов;
- пробного эмоционального обмена — контакты часты, но поверхностны (это касается, в частности, обмена между членами диады информацией личностного характера);
- полного эмоционального обмена — контакты глубоки, затрагивают личностные структуры (причём имеет место обмен достаточно значимой для индивидов информацией), но охватывают ограниченные области взаимодействия;
- установившегося обмена — контакты охватывают разнообразные «личностные области» общающихся и развертываются как на интимном (глубинном личностном), так и на поверхностном уровнях.
- ещё одна стадия, дополнительная, стадия распада.

## Глубина
Глубина проникновения — степень близости. Это не обязательно относится к половой активности, здесь более смещен акцент на то, насколько люди могут стать близки друг другу, вне зависимости от того, что они подсознательно боятся раскрыться. Взаимное доверие вселит человеку больше веры в отношения и он захочет делиться с вами более глубокими вещами, мыслями, не только теми предметами, что лежат на поверхности обычного повседневного разговора.
Как происходит движение вглубь, на более глубокие уровни близости? Когда разговор с одним человеком в течение долгого времени предоставляет более широкий спектр тем, с целью позволить человеку все более и более раскрывать свои мысли и чувства, репрезентовать свою точку зрения. Равная близость и откровенность являются основным условием близкой дружбы, крепких отношений, семьи.

## De-проникновение
De-проникновение — постепенный процесс отказа от общения, уровень за уровнем, и это заставляет отношения и степень близости регрессировать и исчезать. По словам Oltman и Taylor, когда de-проникновение происходит, «межабонентский обмен будет происходить в обратном направлении, от более важных к менее значительным областям, степень охвата уменьшается». На примере близкой дружбы можно увидеть, что отношения будут ухудшаться, если начнут закрываться сферы жизни, которые ранее были открыты. И, постепенно, сойдут на нет.

## Отношения
Существуют ситуации, когда возможно столкнуться с глубиной без широты, например, глубина без широты может возникнуть в ситуации, когда собеседник предоставляет более глубокий доступ лишь в одну сферу своей жизни. С другой стороны, широта без глубины была бы простыми повседневными разговорами. Например, банальное «Привет, как дела?», которое задается, как правило, лишь из вежливости. На деле же никто не собирается останавливаться и слушать, что на самом деле скажет человек, которого спросили. Чтобы добраться до уровня широты и глубины, обе стороны должны работать над своими социальными навыками также, как и над своими отношениями. Они должны быть готовы открыться и самовыражаться в процессе общения друг с другом. И этот процесс довольно длительный и энергозатратный.

## Применение теории на практике
Межличностное общение
Ценность социальной теории прослеживается в сфере межличностных отношений. Ученые использовали понятия теории и луковую модель, чтобы для исследования романтических отношений, дружбы, отношений отцов и детей, отношений работодателя-сотрудника и т. д. Некоторые ключевые результаты описаны следующим образом.
Гендерное различие в самораскрытии
Исследование выявляет множество значительных гендерных различий, особенно когда это касается эмоциональной сферы, например: «Иногда я чувствую себя одиноким, потому что мне приходится учиться за границей и быть вдали от моей семьи». Эмоциональное самораскрытие делает людей «прозрачными» и уязвимыми для других. Согласно исследованиям, женщины более социально ориентированы, тогда как мужчины более ориентированы на задачу, и таким образом женщины, как полагают, более социально взаимозависимые, чем мужчины. И это важная причина, которая способствует гендерным различиям в самораскрытии. В дружбе между женщинами, эмоциональные приложения, такие как разделение эмоций, мыслей, событий и поддержек в ядре, в то время как дружба между мужчинами имеет тенденцию сосредотачиваться на действиях и групповых задачах. В целом, женская дружба описана как более близкая, чем мужская дружба.

#### Самораскрытие пациента впсихотерапии
Данный вид раскрытия личности полезен и часто применим в терапии, в особенности в психотерапии. Такое самораскрытие может позитивно повлиять на ход лечения. Пионером в данном направлении врачебной практики стал Зигмунд Фрейд. На раскрытие пациента и для создания атмосферы доверия влияет множество факторов: атмосфера кабинета, голос врача, внутренне состояние самого пациента. Но все же полное самораскрытие — это скорее идеал, недостижимый миф. Показано было, что ключевыми факторами, которые влияют на самораскрытие пациента, являются длина терапии и сила доверия в процессе общения врач-пациент. Надо обратить внимание на то, что этот процесс длительный по времени, так как требуется наладить доверие. Аналогичный процесс используется также при общении с людьми, у которых наблюдается какого-либо рода фобии.

## Установление коммуникаций в СМИ
Самораскрытие в телевизионной действительности
Реалити-шоу завоевали большую популярность в прошлых десятилетиях, и на данный момент их популярность по-прежнему растет. Дело в том, что формат таких шоу подразумевает под собой, что герой сталкивается с реальными ситуациями, которые подразумевают самораскрытие человека на экране. Что создает доверительные отношения с телевизионной аудиторией. На самом же деле самораскрытие здесь предстает в форме монолога, в ходе которого телезритель думает, что это обращено только ему, создается иллюзия.
Коммуникация в интернет-пространстве
Интернет-коммуникация задумана как способ расширить возможности людей заводить и развивать отношения, давая также возможность обойти традиционные ограничения. (Yum & Hara, 2005). Тем не менее существуют мнения, что беспрепятственное общение посредством сети Интернет невозможно, так как возникают сомнения по поводу того, действительно ли человек с другой стороны компьютера является тем, кем он себя позиционирует, или он — искусный манипулятор.Отсутствие коммуникации лицом к лицу может вызвать усиленный скептицизм и сомнение. Так как это возможно, нет никакого шанса установить длительную и глубокую связь.

## Критика
Объём теории ограничен
Теория, не полностью поддержанная данными
Самая высокая взаимность может произойти в средних уровнях; могут быть циклы замкнутости и скрытности
Нужно принимать во внимание пол (мужчины более скрытны)
В тесных отношениях эгоистичность уменьшается
Луковая метафора: сексуальная сфера; взаимное раскрытие активно, обычно симметрично
Оригинальная теория не учитывала гендерные различия в уязвимости, но более позднее исследование приходит к заключению, что мужчины менее открыты, чем женщины.